# Abaligeter Höhle
Die Abaligeter Höhle (auch Paplika genannt) ist eine berühmte Stalaktitenhöhle beim Dorf Abaliget im ungarischen Komitat Baranya, nordwestlich von Pécs.  Sie wurde 1768 entdeckt und steht seit 1941 unter Naturschutz.

## Beschreibung
Die Höhle besteht aus einer 5–6 m breiten, 38 m langen und stets 3/4 m hoch mit Wasser gefüllten Eingangshöhle, unter der aus einer Spalte ein eiskalter Bach hervorfließt, und aus der inneren, 950 m langen Haupthöhle mit Tropfsteingebilden. In den Felsen gehauene Stufen, Mauerreste, Menschen- und Tierknochen sowie eine römische Urnenbegräbnisstätte deuten darauf hin, dass die Höhle schon in alten Zeiten bewohnt wurde.

## Fauna
In der Höhle sind 41 verschiedene Fledermausarten anzutreffen, davon 19 ständig in der Höhle lebend. Am stärksten vertreten sind die Kleine und die Große Hufeisennase, beide seit Jahrzehnten auf der Roten Liste der vom Aussterben bedrohten Tierarten. Seit 1923 wird die Fledermauspopulation in der Höhle wissenschaftlich untersucht.

## Galerie

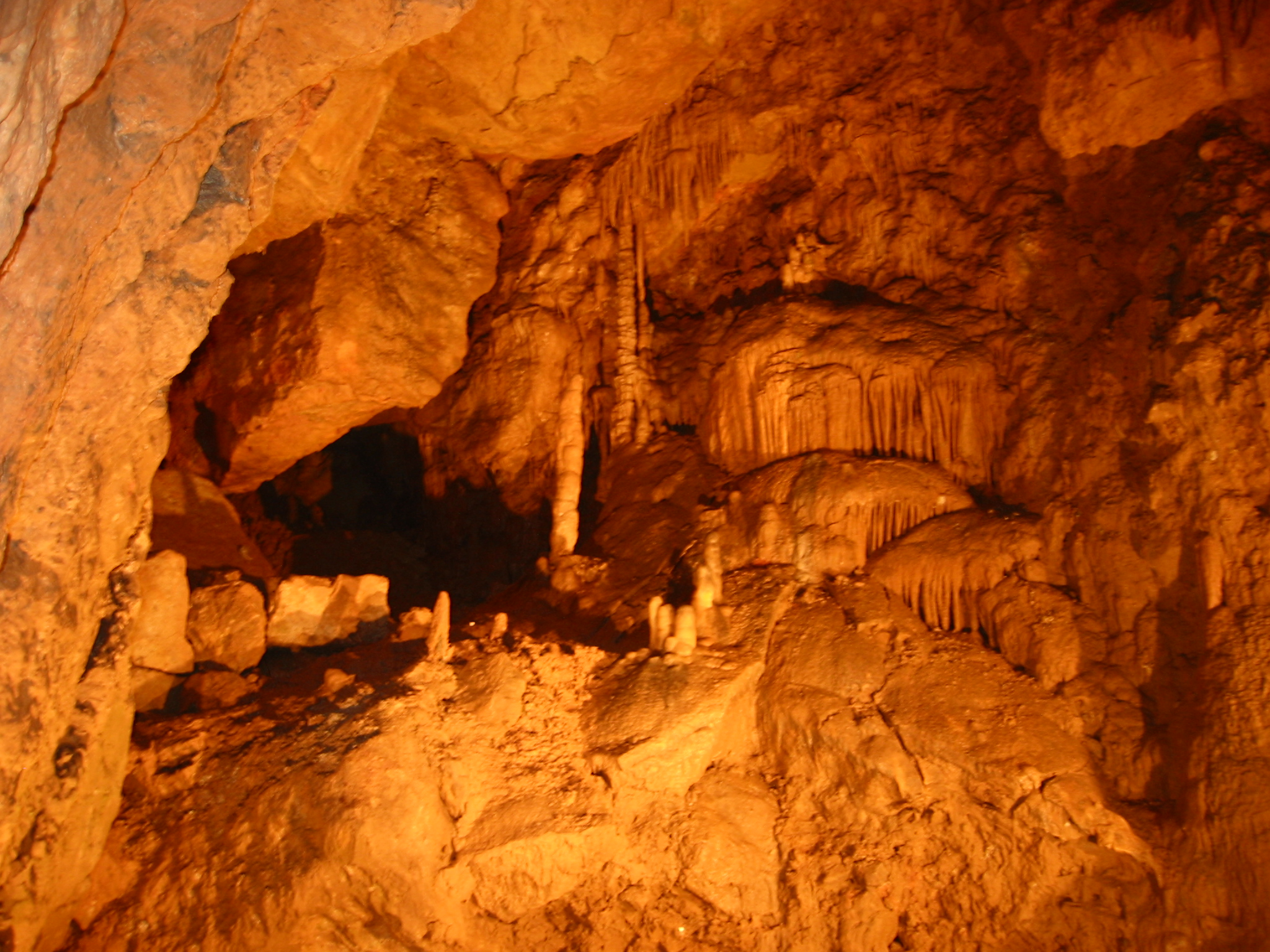
Tropfsteine in der Abaligeter Höhle
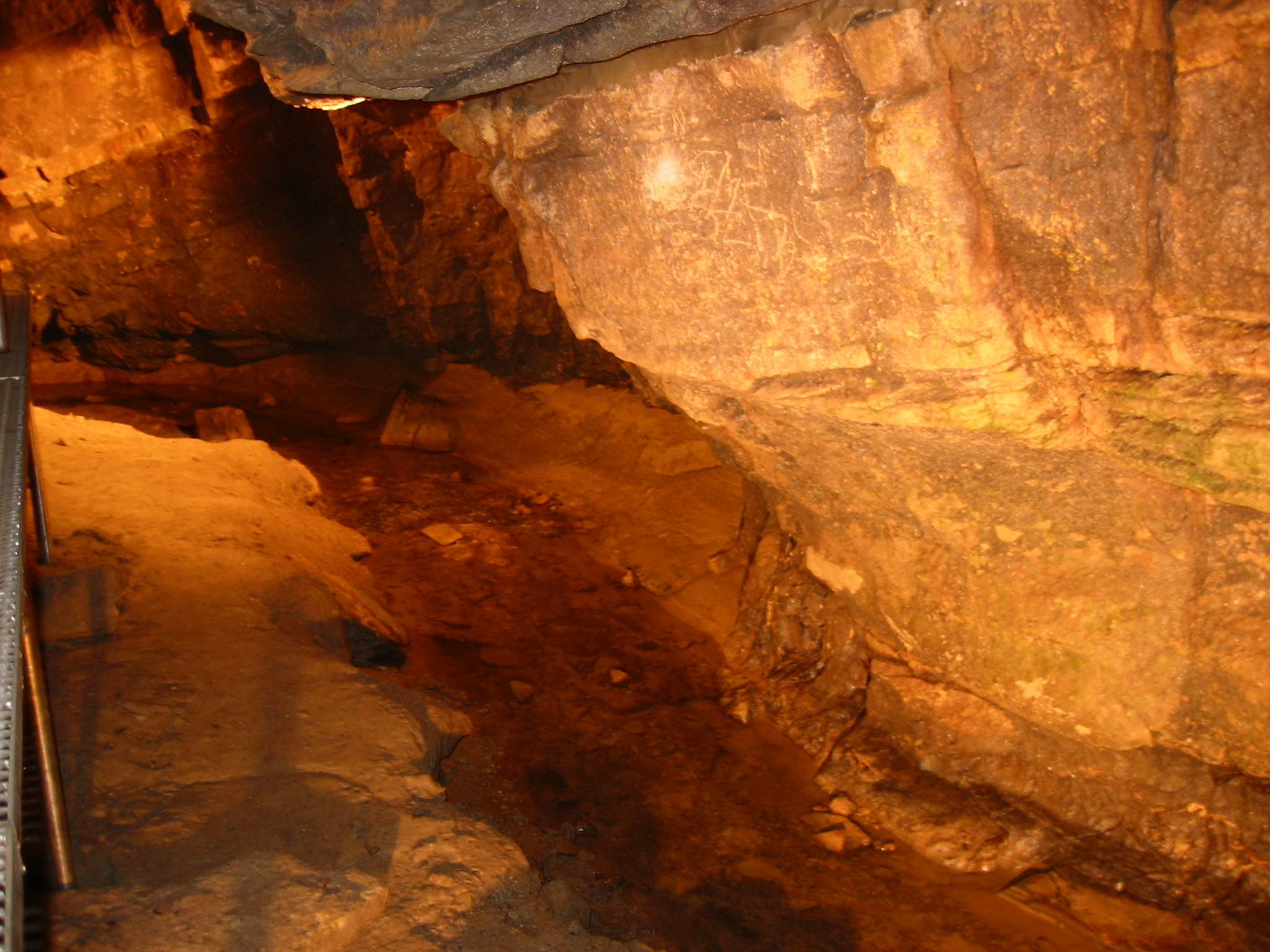
Der Bach in der Abaligeter Höhle